# 戦場のヴァルキュリア4
『戦場のヴァルキュリア4』（せんじょうのヴァルキュリアフォー）は、セガゲームスより発売された戦場のヴァルキュリアシリーズの4作目。シミュレーションRPGにアクションゲームの要素を加えた戦闘システム「BLiTZ（ブリッツ）」と、個性的なキャラクターによる戦場での人間ドラマを特徴としている。
作中の時系列は『1』『3』と同様、征暦1935年に勃発した「第二次ヨーロッパ大戦」が舞台となる。『1』『3』ではガリア側の視点で物語を追っていたが、本作はこれまでのシリーズではあまり描かれていなかった連邦軍の動向が焦点となる。大戦で最大の犠牲者を出したとされる「ノーザンクロス作戦」の詳細が主人公であるクロードの手記を追う形で描かれている。第二次世界大戦の東部戦線を意識しており、雪での戦闘が多い。
2018年3月21日に日本でPlayStation 4版が、海外では9月25日にPS4版、Xbox One版、Nintendo Switch版とSteamにおいてWindows版が、9月27日に日本でNintendo Switch版が発売された。

## ゲームシステム
ゲームは手記を読み進める章立てになっており、主人公クロードが率いるE小隊の活動を中心に進められる。メインシナリオは全18章で、鹵獲武器入手や装備アイテム獲得、前日端やサイドストーリーなど多岐にわたる「断章」がある。
手描きの水彩イラストが動くグラフィック表現｢CANVAS｣(キャンバス)は、以前より手描き感を追求し、密度も増し緻密な表現へと進化した。輪郭線のズレや、色のはみ出し、斜線で描かれる影、文字で現れる効果音などで、独特なゲーム世界を演出している。
新システムとしては、イージーモードが搭載されたほか、戦闘中のセーブ＆ロードが可能となっている。

### 戦闘
進軍マップで部隊の行き先を選択し、戦闘ミッションでは部隊の各兵士を動かすのがプレイヤーの役割である。戦闘では従来のシリーズと同じくBLiTZ（ブリッツ）が採用されており、ターン制を基本的としながら自軍ユニットの行動中はリアルタイムで敵兵士が応射してくるシステムとなっている。通常はプレイヤー先行だが本作ではプレイヤー後攻のステージもある。
戦闘で出撃できる兵数はミッションによって異なるが最大10人となっている。
部隊員は行動回数によって昇格する。伍長になると新たにリーダーに任命することができる。また、クリア後に海軍や劇中で死亡した人物がE小隊に加わることも可能。

### ブックモード
メインのシナリオの他に、隊員のサブシナリオの断章がある。ある特定のユニットが伍長となると断章が解放される。

### 訓練場
「訓練場」では、戦場の評価と引き換えに貰える戦績ポイントを消費すると、兵科を鍛えることができる。10レベルまで上げると猟兵となり、全体的にスペックアップするだけでなく、各兵科ごとに特別な兵装を使用できるようになる。
「研究・開発」では、戦車と歩兵装備を開発することできる。「自室」では、劇中の用語や人物紹介を観ることができる。

## 新要素

### 新兵科「擲弾兵」
今作初登場となる「擲弾兵」は、榴弾による長距離からの爆撃を得意とする兵科で、歩兵でありながら軽戦車並みの高火力と、スナイパー並みの超長射程からの砲撃が特徴である。範囲爆撃であり高く山なりの弾道であるため、通常兵器では当てられない高所や離れた場所などにも攻撃が可能な上、敵のターンでも迎撃可能である。さらにその迎撃弾は、命中した敵兵・敵戦車の移動速度を下げられる効果もあるなど、非常に高性能な兵科になっている。
その一方で、体力・防御力などは最低レベルであり、移動速度は非常に遅いうえに移動距離も平均以下となっている。さらに、攻撃までの準備時間も長く、攻撃準備中に敵の攻撃を受けてやられやすい。また、山なりの弾道を描くため慣れるまではやや当てづらいことが多く、屋内では無力と化すなど活躍できる場面は限られる。携行できる弾数も3発しかなく、支援兵の補給は必須である。また、榴弾という性質上、対戦車兵にはほとんどダメージを与えられない。
このようにかなり癖の強いクラスとなっているが、本作をクリアする上で戦略的に最重要の兵科クラスとして扱われている。防御力や移動力の低さについては、4章で登場する『装甲車』『直接指揮』などによる人員輸送によりカバーできるなど、戦略次第で克服できるシステムになっている。

### 狙撃猟兵による迎撃
訓練所で狙撃兵のレベルを11まで上げて『狙撃猟兵』にクラスアップすると、迎撃が可能になり敵の行動ターンでも狙撃猟兵の索敵・射程範囲内ならば自動的に迎撃を行うようになった。狙撃兵の攻撃力・射程は据置なので強力な迎撃手段となり得る。オートスナイパーライフルを装備すると1度の迎撃で3連射する為、より威力も高くなる。当然ながら敵の狙撃猟兵も迎撃可能になっているので、防御力の低い支援兵・狙撃兵・擲弾兵などは狙撃猟兵の出現するマップではより慎重な行動を要求される。

### 雪上巡洋艦センチュリオン
エディンバラ海軍が極秘裏に建造した決戦用巡洋艦。同型艦が３隻建造され、クロードたちが乗艦することになるセンチュリオンは２番艦である。
氷原を進むことが想定されており、砕氷用の巨大な衝角を艦首に備えている。冬の帝国では一面が氷の海であり、従来は海軍の進行が不可能とされたが、この艦によって可能となった。230mを超える長大な艦体で、横たわるクレバスを跨いで航行する様は、まるで氷上を走る戦車のようでもある。
この巨大な艦が陸上を航行できるのは、ビンランド合衆国より技術供与を受けた機関のおかげであり、詳細は最大級の国家機密である。その秘密とは、ヴァルキュリアの資質を持った少女を機関中枢へ接続し、人工的にヴァルキュリアの力を引き出すことでメインエンジンを動かすという非人道的なものであった。アンジェリカが外部に出てしまった際にはメインエンジンが起動せずサブエンジンのみで動かさざるを得なくなり、出力が大幅にダウンしていた。
今回から船からのシップオーダーが命令できる。
レーダー
一定の範囲内にいる未発見、視界から消えた敵をコマンドモード上に表示する。最初から使用可能
艦砲射撃
指定した地点に砲撃を実行し、範囲内にいる敵にダメージを与えることができる。
救護部隊
出撃中の自軍歩兵ユニットHPを回復し、瀕死状態のキャラクターがいた場合、負傷退避させられる。
車輌応急修理
ミッション中に撤退した自軍の車輌ユニットを復活できる。車輌は撃破されると基本的に戦闘中は復活できないが、このシップオーダーを使うと復活することができる。

### ブレイブ
キャラクターが敵の攻撃で瀕死になった際、不屈の闘志で立ち上がり、最後に何かひとつ行動ができる場合があり、これをブレイブと呼ぶ。最後にできる行動は、自軍フェイズの場合には「立ち上がる」「託す」の2種類があり、敵軍フェイズの場合には「反撃」がある。自軍フェイズの場合には、タイマーが表示されている間に行動を選択できるが、時間内に選択できなかった場合には自動的に「託す」になる。
「立ち上がる」
最後に1アクション行えるが、その後は瀕死状態となる。
「託す」
もっとも近い味方の能力を上昇させて、CPを1回復させる。その際に上昇する能力は、瀕死になったユニットの兵科によって異なる。その後は瀕死状態となる。
「反撃」
敵軍フェイズにおいて瀕死になった際に、攻撃してきた敵に対して自動的に反撃を行い、その後は瀕死状態となる。

## あらすじ
プロローグ
舞台となるのは、架空のヨーロッパ大陸。北半球に位置する最も大きな大陸の西部地域一帯を指す。全土統一を目指し、古代から多くの覇権争いが繰り広げられてきた地である。1800年代を迎え、ヨーロッパ大陸は皇帝が中心となり国を統治する連合国家「東ヨーロッパ帝国連合」と、王政を廃した共和国国家の連合体「大西洋連邦機構」、東西二つの大国によって分断されていた。
やがて両陣営は、鉱物資源「ラグナイト」をめぐって対立。征暦1935年、世界情勢は緊迫の一途を辿り、帝国軍は不可侵条約を破り連邦の同盟国内へ進撃を開始。ヨーロッパ大陸全土を巻き込む史上最大規模の大戦、「第二次ヨーロッパ大戦」が勃発した。
ノーザンクロス作戦
士官学校を首席で卒業して、連邦軍『E小隊』の隊長として戦争に参加した青年クロード・ウォレスは、緒戦に挑み辛くも勝利する。しかし開戦から3ヶ月、帝国の圧倒的な物量を前に敗退を重ねた連邦軍は、苦しい情勢に置かれていた。戦いを終え、拠点へと帰投したクロードに、上官は大規模な作戦の発動を告げる。連邦の劣勢を覆すべく帝国の首都を急襲する一大反攻作戦――「ノーザンクロス作戦」であった。
E小隊を率いるクロードは、皮肉屋でダルクス人の突撃兵ラズ、兄の意思を継いだ狙撃兵の少女 カイ・シュレン、クロードに不満をぶつける擲弾兵の少女レイリィ・ミラー、クロードの後輩で人当たりの良い戦車操縦士 マイルズたちと共に、苛烈さを増していく帝国との戦争を戦い抜いていく。
快進撃を続けるE小隊の前に、 高速駆逐重戦車ヴルカンを駆る帝国軍中佐ヴォルツが執拗にE小隊を付け狙う。その上、1か月以上早く訪れた冬のために、冬季装備のない連邦軍は進軍が止まり、そこに帝国軍による奇襲作戦により前線基地は破壊されてしまい、第32機甲レンジャー大隊は一転して敗走を余儀なくされる。
キグナス作戦
冬の山越えをして辿り着いた海岸線で、F小隊が隊長のミネルバと戦車長ロナルドを残して全滅。ヴォルツの追撃により絶体絶命の危機に立たされるE小隊であったが、そこに雪上巡洋艦センチュリオンが現れる。そして、ノーザンクロス作戦のBプランとして極秘裏に進められていた「キグナス作戦」により、海上からの帝都への進撃を開始する。
そんな彼らの前に、帝国一の指揮官ヴォルツを実験部隊『ゼクス・オウル』のトップに据え、驚異的な攻撃力と移動力を誇る特務少尉の少女 ニコラとキアラ、そして『吹雪の魔女』と恐れられるヴァルキュリアの超戦士 クライマリアらが、センチュリオン奪取のためE小隊の前に立ちふさがる。
なんとか隙をついてヴォルツらを退けるも、圧倒的なヴァルキュリアの力により三番艦コメットは大破し、二番艦センチュリオンは動力が入らず氷漬けの危機に陥る。その後、サブエンジンで起動したセンチュリオンの機関室で、名前以外の記憶を失った12歳の少女アンジェリカが発見され、努力家で健気な彼女は皆のマスコットとして愛されるようになる。
物資補給のために立ち寄った街で、クロード達はかつての幼馴染で、カイの兄の『本物のカイ・シュレン』であるフォルセと再会する。帝国将兵となり、ヴォルツの参謀を務める策略家のフォルセは、妹のリナ(カイ)をスパイとして利用していたが、戦争に対する価値観をめぐって兄妹は決別することになる。
敵によって撃沈されかけた一番艦キャバリエは、最後の選択として「ヴァルキュリアの力」を暴走させて大爆発を起こす。その爆発からセンチュリオンを救うため、ヴァルキュリア人の資質を持っていたアンジェは主機関の動力室に戻り、メインエンジンを復活させる。その後、ヴォルツとヴァルキュリアを打ち破ったセンチュリオンは、帝都へと艦を進める。
帝都への強襲
戦闘中に負傷したモーガン艦長の代行として全指揮権を移譲されたクロードは、帝都に進撃したセンチュリオンで『A2爆弾』を起爆し、帝都すべてを大爆発で無力化することを決断する……。だが、それは100万人以上の帝国市民を殺戮し、メイン動力にいるヴァルキュリアの少女「アンジェを犠牲にする」ことを前提にした非道な作戦であった。
帝都目前でセンチュリオンは、策略家のフォルセにより包囲されてしまう。その包囲網を突破するために、ラズは随行者1名とで決死隊として突撃し、敵の防衛装置を破壊したのちに名誉の戦死を遂げる。帝都へと進撃したE小隊は、次々と際限なく投入される帝国軍とキアラを退ける。だが、フォルセ率いる帝国兵がセンチュリオンに侵入したことから、艦内での迎撃戦を強いられる。
ヴァルキュリアの少女達を救うことに妄執するフォルセは、自身を止めようとする妹のカイに撃たれ、クロードに「アンジェを救ってほしい」と言い残して息絶える。帝国に勝利するため多くの犠牲を払い、クロードが「A2爆弾」の起爆スイッチに手をかけたその瞬間、連邦と帝国との停戦がなされた放送が鳴り響くのであった。
最終決戦
戦争終結と思われたのも束の間、帝国の兵器実験部隊『ゼクス・オウル』主管 ハインリヒ・ベルガーが、超巨大潜水艦グラーフラヴァールでセンチュリオンを強奪しようと現れる。それを防いだものの、ベルガーは大型潜水戦車ゼートイフェルを駆り、内部にいるアンジェを起爆して大爆発を起こそうとするもE小隊により撃退。負傷したベルガーは、ニコラの自爆に巻き込まれて死亡する。
停戦後、帝都破壊を決断できなかったクロードは上層部から冷遇され、戦時昇進を取り消されたものの、クロードに後悔はなく軍を去る。そして、レイリィやE小隊の仲間たちと共に、ミラー商会を新たに立ち上げ、工場を再開。星の子祭りの日に、クロードから結婚を申し込まれたレイリィは、それを了承するのであった。

## 登場人物
クロード・ウォレス
本作の主人公。第32機甲レンジャー大隊のE小隊隊長・階級は中尉→大尉。戦車長兼偵察兵。22歳。
ガリア公国ハーフェン出身。エディンバラの士官学校を首席で卒業した。ミネルバとは同期。幼い頃は「弱虫クロード」と言われ続けていたが、士官学校を経てE小隊隊長となり、E小隊全員をレンジャーにしたことから、周囲の信頼を集めるようになる。幼馴染のレイリィには、片思いしている。
レイリィ・ミラー
本作のヒロイン。エディンバラ軍技術少尉・技術士官 兼 擲弾兵。21歳。
ガリア公国ハーフェン出身。明るく自信家でプライドの高い理系女子。子供に優しく、研究と発明が好き。クロードとは幼馴染であったが、父親が殺害される所に居合わせた際にクロードが無力であったことから、クロードを邪険に扱うようになった。
ラズ
E小隊分隊長・軍曹。突撃兵。23歳。ダルクス人。
ガリア公国ハーフェン出身。自称不死身のラズ。怒りっぽく乱暴だが非常に仲間思い。好きなものは酒と女。リナの兄の「カイ」とは、幼馴染の親友であった。その妹であるリナ（本作におけるカイ）のことを片思いしているが、いつも口喧嘩が絶えない。
カイ・シュレン
E小隊分隊長・曹長。狙撃兵。23歳。
ガリア公国ハーフェン出身。元はハーフェンの自警団に所属しており、当時から狙撃兵として活躍していた。訓練時にその腕前を披露するや兄の「カイ」以上の腕前と皆に評価され「一弾一殺（ワンショット・キラー）」の二つ名を持つ凄腕の狙撃手。本名は「リナ・シュレン」で、兄の代わりにE小隊に入るために、兄の名を受け継ぐことになる。
ミネルバ・ウィクトル
第32機甲レンジャー大隊第2中隊副隊長兼F小隊隊長・中尉。戦車長兼偵察兵。22歳。
士官学校時代からクロードに次ぐ成績を収めるなど、非常に優秀な士官でありながら、クロードに対しては常にライバル視している。

## 主題歌
「Light Up My Life」
歌 - 倉木麻衣